# Crytek Black Sea
A Crytek Black Sea (korábban Black Sea Studios) egy bolgár videójáték-fejlesztő vállalat volt, melyet Vesselin Handjiev 2001-ben alapított  Szófiában. Összesen három játékuk jelent meg, az első, a Knights of Honor című, középkorban játszódó valós idejű stratégiai játék, ami 2004 októberében jelent meg Európában, Windows platformra. Második játékuk, a WorldShift már sci-fi környezetben játszódik, műfaját tekintve pedig valós idejű taktikai szerepjáték, mely 2008 májusában jelent meg, szintén Windowsra.
2008. július 14-én a Crytek (a Far Cry, a CryEngine grafikus motor és a Crysis fejlesztői) bejelenti, hogy felvásárolja a céget és attól fogva Crytek Black Sea lesz a stúdió neve. 2016 decemberében négy másik Crytek-fejlesztőstúdióval egyetemben bezárták a céget.

## Játékok
Black Sea Studios néven
- Knights of Honor (2004) – Windows
- WorldShift (2008) – Windows

Crytek Black Sea néven
- Arena of Fate (2016) – Windows, „konzolok”